# Bilha (personaje bíblico)

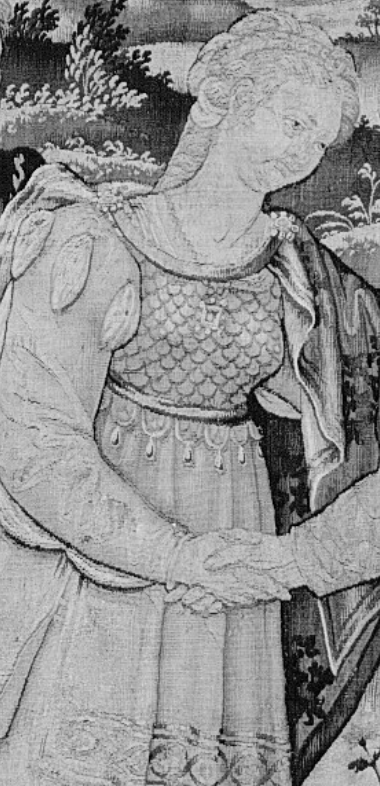
Bilhah, detalle de "Rachel dando a Bilhah a Jacob", de la historia de Jacob.

Bilhá (en hebreo: בִּלְהָה‎, que significa "despreocupada") es un personaje de la Biblia, esclava de Labán. Tenía una media hermana llamada Zilpa, que también era esclava de Labán.

## La importancia de Bilhá
Labán, tío de Jacob, le dio como esposas a sus hijas Lea y Raquel. A Lea le regaló su esclava Zilpa como criada y a Raquel su esclava Bilhá. Lea tuvo dos hijos de Jacob, llamados Rubén y Simeón. Viendo Raquel que no daba hijos a Jacob, tuvo envidia de su hermana, y decía a Jacob: "Dame hijos, o si no, me muero". Y Jacob se enojó contra Raquel, y le dijo: "¿Soy yo acaso Dios, que te impidió el fruto de tu vientre?". Y ella le dijo: "He aquí mi esclava Bilhá; acuéstate con ella, y dará a luz sobre mis rodillas". Seguían así la ley mesopotámica, también mencionada en el código de Hammurabi, según la cual un ama estéril podía dar como concubina a su esposo una de sus esclavas personales, cuyos hijos serían considerados hijos del ama estéril. Bilhá dio a luz dos hijos, Dan y Neftalí.
Cuando Lea tuvo su cuarto hijo, pensó que no podría tener más, por lo que dio su esclava Zilpa a Jacob como concubina. Zilpa tuvo dos hijos de Jacob, llamados Gad y Aser.  
Estas cuatro mujeres (Lea, Raquel, Bilhá y Zilpa) son consideradas las progenitoras de las Doce Tribus de Israel.